# Cissus verticillata
Cissus verticillata – gatunek rośliny z rodziny winoroślowatych (Vitaceae). Występuje w strefie klimatu równikowego i zwrotnikowego Nowego Świata: od Florydy na północy poprzez Karaiby oraz Meksyk, kraje Ameryki Środkowej po Brazylię, Boliwię i Paragwaj na południu. Introdukowany również na Hawajach.

## Morfologia
PokrójRoślina o budowie typowego pnącza, o długich, szybko rosnących pędach. Zdolna wspinać się nawet na bardzo wysokie drzewa osiągając wysokość nawet 6 do 10 m.
ŁodygaPędy smukłe, gładkie i silne. Zawierają duże ilości wody. Wytwarzają typowe dla rodziny winoroślowatych wąsy czepne, wspomagające proces wspinania się rośliny po podporze.
LiściePojedyncze, jasnozielone i błyszczące, o jajowatej bądź sercowatej i całobrzegiej lub lekko ząbkowanej blaszce liściowej. Unerwienie dobrze widoczne. Liście są cienkie i nagie po obu stronach, osadzone na nagich do 8 cm długości ogonkach. Blaszki liściowe osiągają spore rozmiary: 5–15 cm długości i do 12 cm szerokości.
KwiatyNiepozorne, zebrane w niewielkie baldachokształtne kwiatostany barwy żółtawo-różowej. Same kwiaty koloru żółtozielonego lub jasnoczerwonego. Płatki korony (w liczbie 4) są owalne, na szczycie kapturkowato wygięte, o długości 2 mm. Kwitnie od czerwca do września.
OwoceNiewielkie, kuliste jagody o średnicy 7–10 mm. Zawierają jedno nasiono o 4–6 mm długości. Dojrzałe owoce przybierają czarną barwę. Są kwaśne w smaku, chętnie zjadane przez ptaki.
Ciałka odżywczeRoślina wytwarza również kutikularne ciałka odżywcze będące elajosomową przynętą dla komensalnych stawonogów (głównie mrówek). Ciałka odżywcze na małych ogonkach porastają młode pędy i spody liści. Protokooperujące stawonogi patrolując pędy sprawdzają czy ciałka osiągnęły odżywczą pełnię dojrzałości, dzięki czemu roślina uzyskuje ochronę przed roślinożernymi szkodnikami, które mogą być pokarmem korzystającego z ciałek symbionta (mrówki). Elajosomy rosnące na małych ogonkach zjadane są świeżo po zerwaniu lub zabierane na zapas do mrowiska. Wakuola ciałek odżywczych zawiera kwaśne polisacharydy i trochę plastydowych lipidów w intensywnie symplastycznie złączonych komórkach miąższu i skórki. Głowiaste ciałka utrzymują się przez 5 dni, ich ilość zależy od anabolicznej kondycji łodygi.

## Zastosowanie

### We współczesnej medycynie
Z liści Cissus verticillata pozyskuje się m.in. tyraminę, glikozydy, kumaryny, flawonoidy i steroidy. Wspomaga leczenie cukrzycy (prawdopodobnie dzięki zawartej w liściach tyraminie), przeciw której jest powszechnie stosowany w Brazylii. Jest stosowany również w leczeniu kilku innych chorób: reumatyzmu, epilepsji czy przy udarze mózgu.

### W tradycyjnej medycynie ludowej
Roślina ceniona jest przez medycynę tradycyjną, przy czym przypisywano jej różne właściwości. Sok z łodygi jest używany jako środek na hemoroidy, reumatyzm, w chorobach bakteryjnych skóry, dróg oddechowych i przewodu pokarmowego. Ciepły wywar z łodyg i liści wykorzystuje się w leczeniu grypy. Liście są używane również w okładach do leczenia stanów zapalnych. Wywar przyrządzany z kwiatów jest używany jako środek antyseptyczny, do mycia i dezynfekcji ran. Dojrzałe owoce jak i liście są lekko przeczyszczające, jagody wykorzystywane są również do przygotowywania napojów fermentowanych.
Giętkie łodygi Cissus verticillata były wykorzystywane w dawnych czasach także do wyrobu lin.